# Rainer Krug
Rainer Krug (3 de junio de 1968) es un deportista alemán que compitió en snowboard. Ganó una medalla de plata en el Campeonato Mundial de Snowboard de 1996, en la prueba de eslalon paralelo.

## Medallero internacional
| Campeonato Mundial | Campeonato Mundial | Campeonato Mundial | Campeonato Mundial |
| Año                | Lugar              | Medalla            | Competición        |
| ------------------ | ------------------ | ------------------ | ------------------ |
| 1996               | Lienz (Austria)    | Medalla de plata   | Eslalon paralelo   |